# 兰燕
兰燕（1963年8月—），广西都安人，瑶族，中国民主促进会会员。中华人民共和国政治人物、第十三届全国人民代表大会广西壮族自治区代表。

## 生平
2018年，兰燕被选为广西壮族自治区出席第十三届全国人民代表大会代表。